# 布索瓦查
布索瓦查是波斯尼亚和黑塞哥维那实体之一波黑联邦中波斯尼亞州的市镇。市镇面积为158平方公里，2013年人口数量为17,910人。

## 人口
2013年人口普查时布索瓦查市镇有17,910名居民：
- 克族 - 8,873 (49.5%)
- 波族 - 8,681 (48.5%)
- 塞族 - 205 (1.1%)
- 其他 - 151 (0.8%)[3]

## 图集

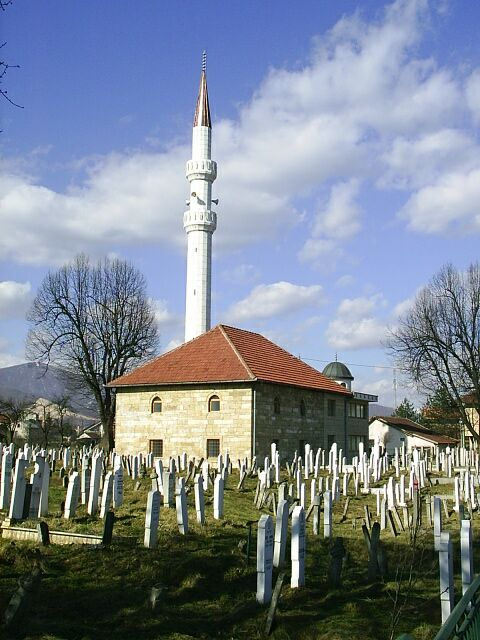
清真寺
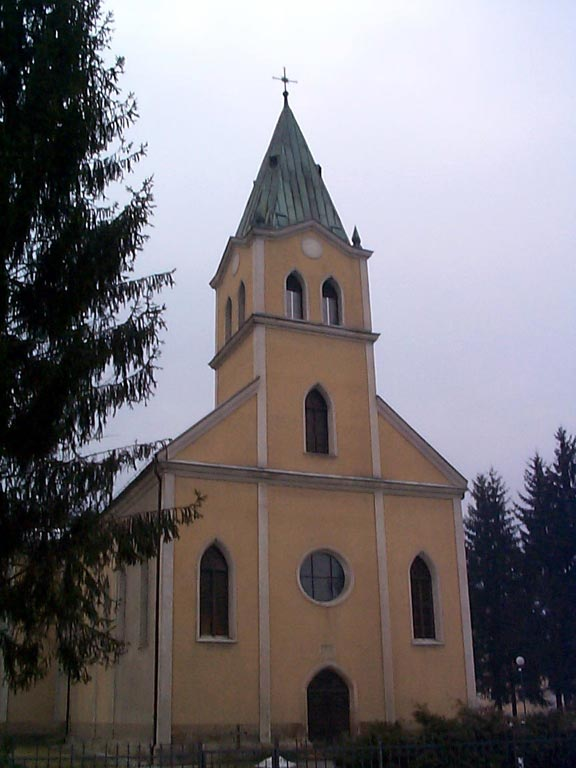
天主教堂